# Ойропагалле (Карлсруе)
48°59′49″ пн. ш. 8°22′36″ сх. д. / 48.9969° пн. ш. 8.37671° сх. д.
Ойропагалле (нім. Europahalle) — зал для проведення заходів у Карлсруе, Баден-Вюртемберг, Німеччина місткістю до 9000 місць.
Складається з основного залу з чотирма секціями (загальна корисна площа 2200 м²), тартанової доріжки довжиною 200 м, легкоатлетичного майданчика, тренажерного залу 27 м × 15 м. 
Місткістю 6500 місць (2800 місць на стаціонарних трибунах, 1200 місць на змінних елементах трибуни, 2500 місць на додаткових елементах трибуни) і 250 місць. 
Europahalle має загальну місткість 9000 стоячих і сидячих місць.
Крім того, комплекс пропонує зали Карла Бенца (KBS 1+2 = 260 м²), які можна розділити відкидною стіною, а також зал Карла Вольфа (208 м²) для різноманітних заходів і 2200 паркувальних місць.
Особливістю конструкції Ойропагалле є конструкція даху, яка підтримується лише двома сталевими тросами.
Під час Чемпіонатів Європи з баскетболу 1985 і 1993 років кілька ігор проходили в Ойропагалле. 

Команда баскетбольної Бундесліги «BG Karlsruhe» проводила свої домашні ігри в залі. 

Починаючи з червня 2014 року, Ойропагалле більше не був доступний для заходів із понад 200 особами. 
У звіті про пожежну безпеку, складеному містом Карлсруе як власником, було зроблено висновок, що зал більше не відповідає поточному стану безпеки та технології будівництва для великих заходів у всіх зонах. 
На заходах з відвідуваністю понад 200 осіб спостерігаються недоліки, особливо в частині вентиляції та димовидалення. 
Тим не менш, у залі можуть і надалі проводитися шкільні та клубні спортивні заходи. 

У вересні 2017 року міська влада Карлсруе надала PS Karlsruhe Lions, баскетбольній команді другого дивізіону, винятковий дозвіл проводити свої домашні ігри в Ойропагалле, починаючи з 16 грудня 2017 року. 

Дозволялася присутність до 1500 глядачів. 

Наприкінці березня 2019 року міська рада Карлсруе проголосувала за реконструкцію залу з 2021 року, щоб після завершення робіт можна було проводити заходи з аудиторією до 4800 відвідувачів. 
Вартість реконструкції оцінили в 30 мільйонів євро, а завершити будівництво заплановано на кінець 2023 року. 

Повторне відкриття перенесено з кінця 2023 року на липень 2024 року. 

Знесення Ойропагалле, яке також розглядалося, було відхилено. 